# Eurico Gaspar Dutra
Pour les articles homonymes, voir Dutra.
Eurico Gaspar Dutra, né le 18 mai 1883 à Cuiabá et mort le 11 juin 1974 à Rio de Janeiro, est un officier et homme d'État brésilien, président de la république des États-Unis du Brésil de janvier 1946 à janvier 1951. Ancien militaire, il fut membre du PSD.
Dans un contexte de guerre froide, il s’aligne sur les positions du gouvernement américain.